# 坎皮泰洛-迪法萨
坎皮泰洛-迪法萨（義大利語：Campitello di Fassa），是意大利特伦托自治省的一个市镇。总面积25平方公里，人口743人，人口密度29.7人/平方公里（2009年）。ISTAT代码为022036。